# Sophos kagathos

Platon fait dériver cette phrase de l'expression kalos kagathos (καλὸς κἀγαθός), littéralement « beau et bon ». Les Grecs croyaient que la beauté (kalos) externe était associée à une beauté intérieure, c'est-à-dire à la morale et à la vertu, ce qui signifiait qu'un beau visage était l'expression visible d'une belle âme. Socrate, le maître de Platon, étant réputé pour sa laideur, son élève utilise l'expression sophos kagathos pour séparer la beauté apparente, externe et superficielle, de celle de l'âme, qui est vraie beauté en même temps qu'elle est vertu et excellence. Ainsi, c'est la sagesse, mais aussi la beauté, qui peut être le signe de la vertu.